# PQ–7b konvoj
A PQ–7b konvoj egy hajókaraván volt, amelyet a szövetségesek a második világháború során a Szovjetunióba indítottak. A PQ kód azt jelentette, hogy a rakomány nyugatról tart a Szovjetunióba, a 7 a sorszámát jelöli, az b azt mutatja, hogy volt a konvojnak egy másik útvonalon haladó része (PQ–7a konvoj) is. Az első hajókaravánnak, a Dervis konvojnak még nem volt betűkből és számból álló kódja.
A kilenc teherhajó és kísérőik 1941. december 31-én indultak el az izlandi Hvalfjörðurból, és 1942. január 11-én érkeztek meg Murmanszkba. A kikötőt valamennyi hajó elérte. Nem volt ilyen szerencsés a konvoj párjában haladó Waziristan nevű teherhajó, amelyet egy német tengeralattjáró elsüllyesztett.

## A hajók

### Kereskedelmi hajók
| A hajó neve     | Nemzetisége        |
| --------------- | ------------------ |
| Aneroid         | Panama             |
| Botavon         | Egyesült Királyság |
| Csernisevszkij  | Szovjetunió        |
| Empire Activity | Egyesült Királyság |
| Empire Halley   | Egyesült Királyság |
| Empire Howard   | Egyesült Királyság |
| Empire Redshank | Egyesült Királyság |
| Jutland         | Egyesült Királyság |
| Reigh Count     | Panama             |

### Kísérőhajók
| A hajó neve     | Nemzetisége        | Típusa                   |
| --------------- | ------------------ | ------------------------ |
| HMS Cape Argone | Egyesült Királyság | Tengeralattjáró-elhárító |
| HMS Icarus      | Egyesült Királyság | Tengeralattjáró-elhárító |
| HMS Tartar      | Egyesült Királyság | Romboló                  |
| HMS Wastwater   | Egyesült Királyság | Tengeralattjáró-elhárító |